# Alboradas
Alboradas, era una publicació quinzenal, d'estètica modernista, publicada a Igualada l'any 1904. Portava el subtítol Revista literaria, científica y de actualidades.

## Naixement
Es va fundar amb la idea de fer una revista innovadora: “Tratamos de hacer algo nuevo, no un periódico más”, exposa la nota de la redacció que apareix a la portada de la revista del 15 de juliol de 1904, el dia de la seva primera publicació. La intenció era que la revista fos agradable i interessant.

## Descripció
Des del primer número, la capçalera era il·lustrada amb un gravat de Pere Borràs i Estruch, en el qual es veu una noia i al fons les muntanyes de Montserrat. A partir del número 9, s'hi veu un altre dibuix, amb el rostre d'una noia envoltada en una sanefa. Tots dos són d'estil modernista i el segon gravat es va utilitzar també en els programes de l'Ateneu Igualadí impressos per l'Abadal l'11 i 12 de juny de 1905.

Al principi, la redacció i administració de la publicació era al carrer de la Concepció, núm. 30 i a partir del número 6 va ser al passeig de l'Alameda, núm. 1. S'imprimia als tallers de la viuda de Mariano Abadal.
El primer número es va publicar el 15 de juliol de 1904 i el darrer, amb el 12, portava la data de 31 de desembre del mateix any. Tenia quatre fulls (vuit pàgines), a dues columnes, amb un format de 32 x 22 cm.
Es venia únicament en format imprès. El preu de la subscripció de la revista era d'una pesseta al trimestre a Igualada i 1,50 pessetes fora de la població. Si es volia comprar un sol exemplar, s'havia de pagar 0,20 pessetes.
La publicació només va durar sis mesos, amb un total de 12 publicacions, però, durant aquest període no hi va haver cap suspensió de la revista, cada quinze dies durant els sis mesos es va publicar el número que tocava.

## Continguts
Era una publicació cultural, que publicava articles literaris, poesies, anuncis, cròniques, notícies locals de temàtica social, alguns textos escrits en català i en ocasions notes de la redacció. Es proposaven fer “un periódico ameno, agradable, instructivo, interesante... de política absolutísimamente nada... Escribimos para rendir culto a las letras”.
Informa i comenta fets socials i culturals: concerts, conferències, visites de personatges, inauguracions, espectacles, etc. En els tres darrers números va publicar en forma de fulletó una novel·la de 12 pàgines d'Ángel Fernández del Villar titulada Abnegación.
La revista comptava amb diverses i variades seccions. A les primeres pàgines hi havia els articles literaris dels col·laboradors i redactors i a les darreres pàgines hi havia anuncis dels patrocinadors i en alguns exemplars endevinalles o jeroglífics. A vegades també hi havia avisos breus o notes que escrivia la mateixa redacció cap als lectors per informar si s'aplicaven canvis a la revista, al seu contingut, etc.
Els escrits de temàtica amorosa sovint anaven dedicats a noies igualadines. L'actualitat es tractava a les cròniques, a la secció “Croniquilla”. Es parlava sobretot del que passava a Igualada i a Alboradas escrit en forma de crònica. En la “Croniquilla” de la revista del dia 30 de setembre de 1904, la número 6, es comunica que el director, Antoni Campmajó dimiteix del seu càrrec per assumptes particulars.

## Final
L'última publicació de la revista va ser la dotzena, del dia 31 de desembre de 1904. Es va publicar amb el mateix format i temàtica que les tres anteriors (a partir de la novè exemplar la revista presenta canvis).
Malgrat haver tingut un recorregut curt, no més de mig any, la revista va servir per aportar coneixement literari a la societat. Es va intentar fer una revista diferent al que la gent estava acostumada, innovadora, que es deixés de centrar en la informació i l'actualitat i que donés més protagonisme a la cultura. El fet de crear aquesta nova revista es va aconseguir donar importància a les lletres, com indicava la primera pàgina del primer exemplar. L'últim exemplar de la revista tracta de deixar l'any enrere, ja que es publica l'últim dia de 1904 i hi ha esperança d'encarar un nou any, amb aires renovats, però no va ser així, aquella publicació número 12 va ser la darrera d'Alboradas.

## Director i redactors
El director era Antoni Campmajó. Els redactors eren: Arturo Servitge i J. Gomis. També hi col·laboraven: Benet de Santos, Salvador Serra Guimerà, Lluís Conde Baliu, Joseph Mas, Salvador Carrera i Ángel Fernández del Villar, entre d'altres.

## Localització
- Biblioteca Central d'Igualada. Plaça de Cal Font. Igualada (col·lecció completa i relligada)